# Samish
Die Samish sind ein im heutigen US-Bundesstaat Washington lebender indianischer Stamm. Sie leben im Nordwesten Washingtons im Raum Anacortes und Bellingham. Sie gehören kulturell zu den Küsten-Salish und sprechen den Lekwungen-Dialekt; dabei sind sie nahe mit den Lummi verwandt.
Der Name leitet sich vom Skagit-Wort für „Jäger“ ab.

## Geschichte

### Frühgeschichte

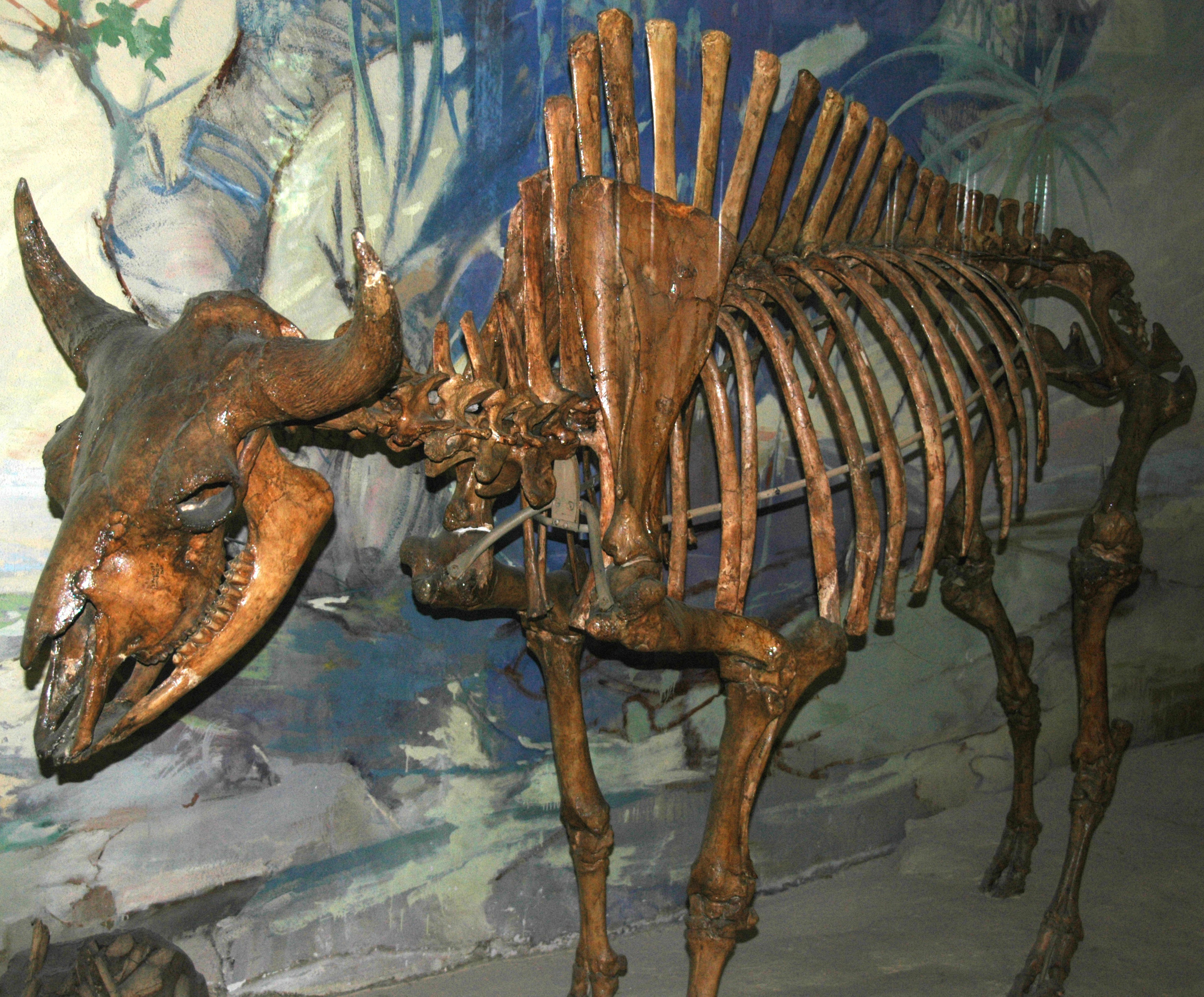
Bison antiquus aus Nebraska

Die frühesten menschlichen Spuren stammen aus der Zeit um 12.000 v. Chr. Es handelt sich um Schnittspuren an einem Bos bison antiquus, dessen Knochen am Ayer Pond auf Orcas Island entdeckt wurden.

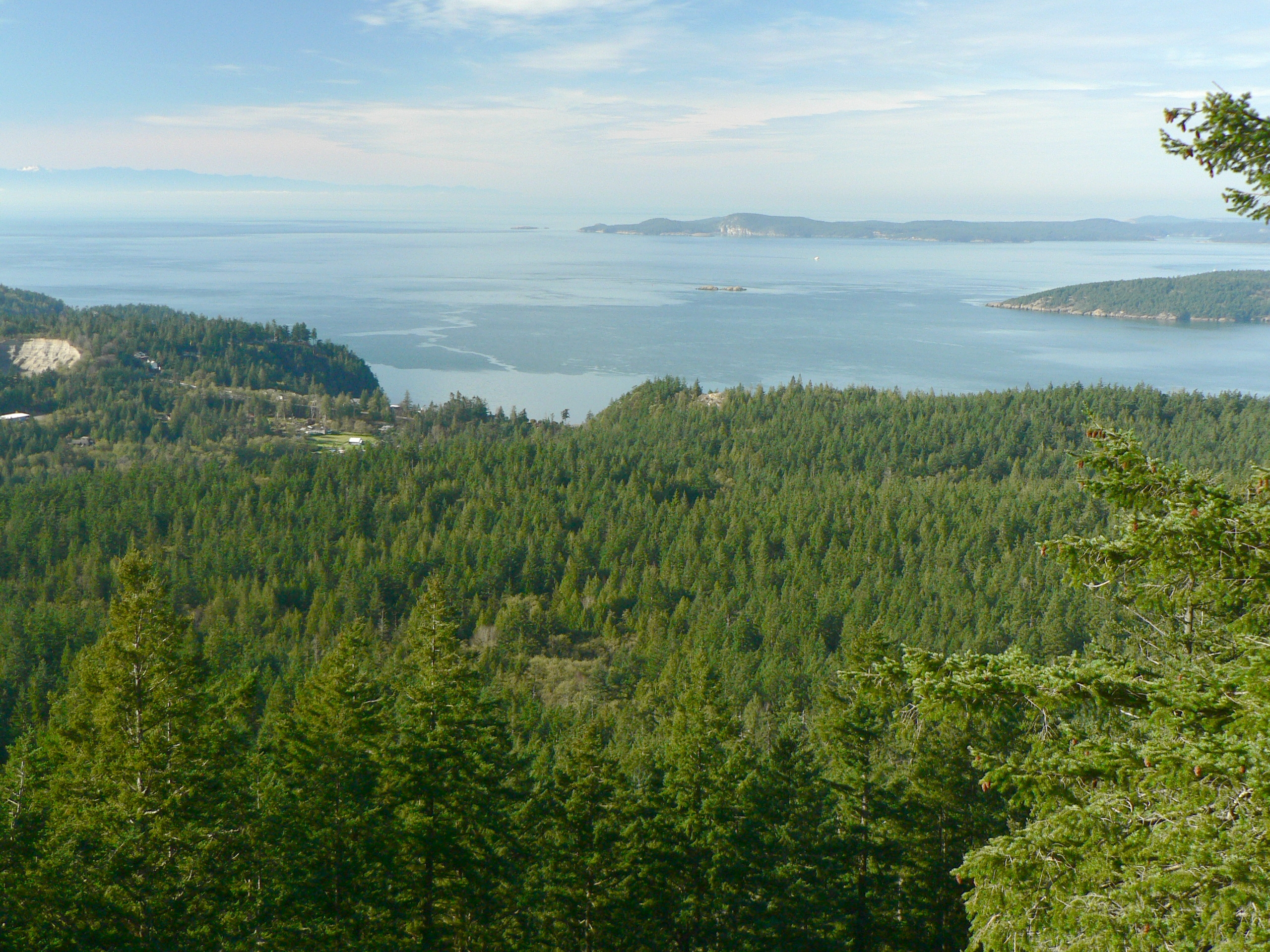
Blick von der Burrows Bay auf Fidalgo Island Richtung Allen Island (rechts), Lopez Island (dahinter) und den Olympic Mountains

Die Samish waren, wie die meisten Küsten-Salish, nur im Winter ortsfest. Während der warmen Jahreszeit waren sie vor allem auf den Inseln Richtung Vancouver Island und im Puget Sound zu finden, vor allem auf den San Juan Islands. Winterdörfer bestanden auf Samish, Guemes und Fidalgo Island.

### Epidemien, Bevölkerungszusammenbruch, Vertrag mit den USA
1847 hatte der vergleichsweise große Stamm wohl 2.000 Angehörige, doch brach die Population infolge von Pocken-, Grippe und Masernepidemien völlig zusammen, während Raubzüge der Haida und Tsimshian aus dem Norden ihre Zahl weiter reduzierten. Zur Zeit des Vertrags von Point Elliott (1855) zählte man nur noch 150 Samish in einem einzigen Dorf. Nach dem Vertrag wurden viele von ihnen zu den Lummi gerechnet.
Bei den Vertragsverhandlungen von Point Elliott mit dem Gouverneur des Territoriums Washington, Isaac Stevens, waren zwar 113 Samish anwesend, doch unterzeichneten zwei Häuptlinge der Lummi (Chow-its-hoot) und der Lower Skagit (Pateus) in ihrem Namen. Da sie kein Reservat erhielten, gingen viele zu den Lummi oder den Swinomish. Die meisten blieben jedoch in ihrer Heimat.

### New Guemes
Sie erhielten dadurch, dass die Regierung viele für Skagit oder Swinomish hielt, auch nur 6 Siedlungsstellen. Die übrigen gingen nach Guemes Island und gründeten New Guemes, das heute Potlatch Beach genannt wird. In dem dortigen großen Langhaus lebten rund 100 Samish. Doch konnten sie sich an der einzigen Süßwasserstelle auf der Insel nicht gegen die weißen Siedler halten. Bis 1912 hatten die meisten die Insel wieder verlassen. Einige von ihnen gehörten zu den Gründungsmitgliedern der Northwest Federation of American Indians. 

### Kampf um Anerkennung als Stamm
Ab 1926 begannen die Samish wieder als eigene ethnische Gruppe in Erscheinung zu treten, meist als Samish Indian Tribe. Sie gaben sich eine Verfassung und begannen, eine Mitgliederliste zu führen. Billie Edwards, der 110-jährige Häuptling der Samish und letzter Zeuge des Vertrags von Point Elliott, war der älteste Gast bei der Zeremonie aus Anlass des Vertrags am 31. Januar 1929. Zwar erkannte der United States Court of Claims an, dass die Samish in den Point-Elliott-Vertrag einzuschließen waren, dass sie aber bereits ausreichende Zuwendungen bekommen hatten.
1951 gaben sich die Samish eine neue Verfassung. 1958 erkannte die Indian Claims Commission an, dass die Samish neben Guemes Island auch Samish Island, den Ostteil von Lopez Island, Cypress Island und Fidalgo Island besessen hatten. Die Verluste durch den Vertrag mit den USA umfassten aber ein noch erheblich größeres Gebiet. 1969 wurden die Samish, wohl durch einen Irrtum, nicht wieder in der Liste der anerkannten Indianerstämme aufgeführt.
1971 schloss sich der Stamm der Small Tribes Organization of Western Washington an, die sich besonders um die Belange der zahlreichen kleinen Stämme im Westen des Bundesstaats kümmerte. Im selben Jahr erhielt der Stamm 5.754,96 Dollar als Entschädigung für 37 km² Land, das durch den Vertrag von Point Elliott enteignet worden war. 
1979 wurde ihr Antrag auf Anerkennung abgelehnt, doch am 26. April 1996 wurde die Samish Indian Nation wieder als Stamm anerkannt.

## Heutige Situation
Die Führung des Stammes übernimmt ein Stammesrat, ein so genannter Tribal Council. Er besteht aus 11 Mitgliedern. 1974 empfahl der Distriktsgerichtshof die Abschaffung der so genannten Blood Quantum-Regel, nach der nur Samish sein konnte, wer eine bestimmte Anzahl indianischer Vorfahren hatte.